# 縱谷

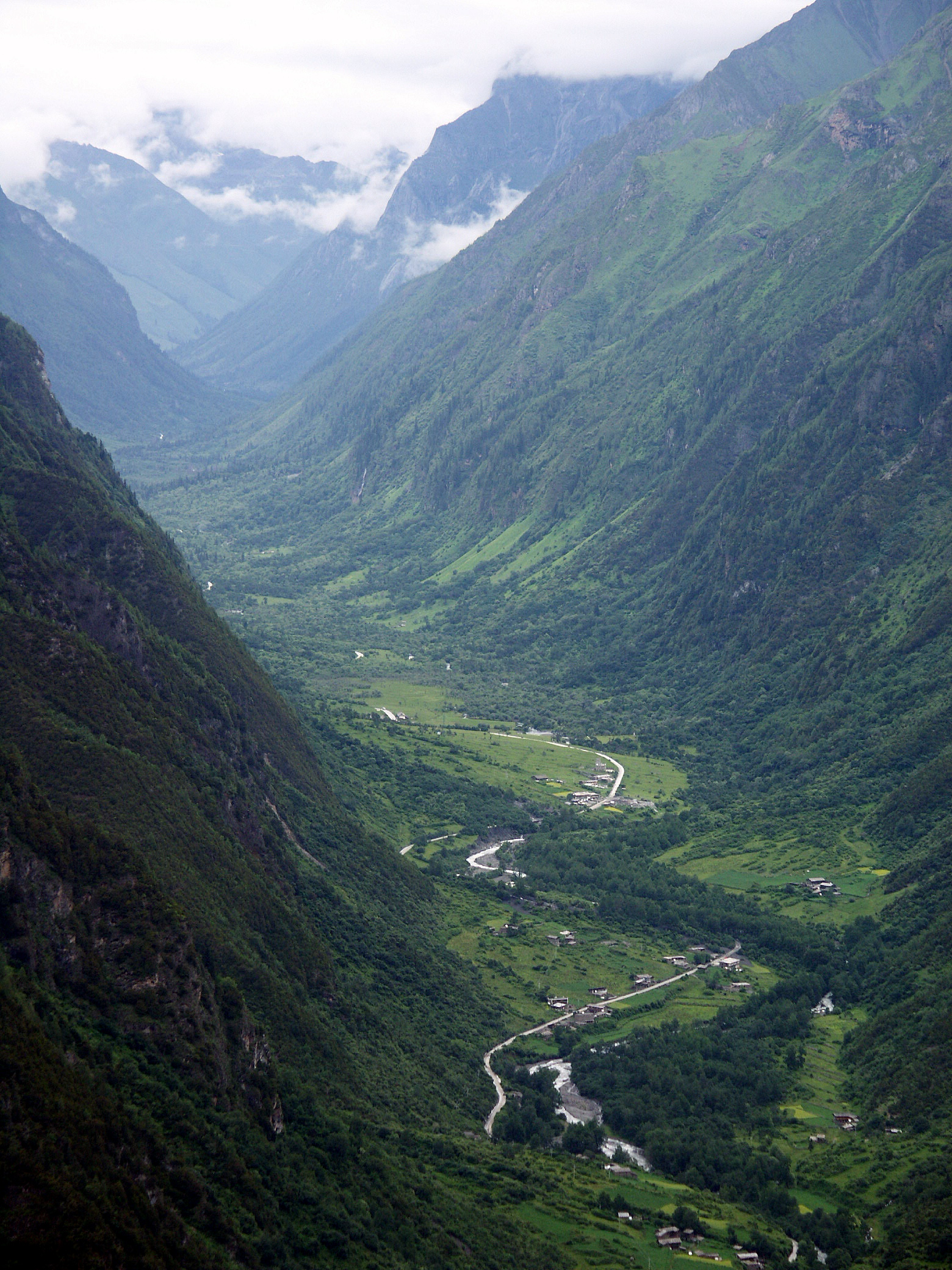
俯瞰四姑娘山雙橋溝的縱谷，位於中國四川。

縱谷是指溪谷介於兩座山脈之間，且山脈的走向與河流的主流方向是平行的，反之就是橫谷；河川走向與山脈走向呈水平排列，即一山一河一山的排列，不論是南北向的（直的），或者是東西向的（橫的），甚至是東北-西南、西北-東南（斜的），只要河川跟山脈平行，就是縱谷。如台灣東部的花東縱谷是位在中央山脈和東部海岸山脈之間的河谷，其中的主要河川為花蓮溪、秀姑巒溪及卑南溪等，花東縱谷，它兩側的山脈(中央山脈、海岸山脈)跟山脈之間的花蓮溪、秀姑巒溪部分、卑南溪就是平行的，因而形成縱谷地形，此外，雲南省西部的滇西縱谷則是由高黎貢山脈、怒山山脈、哀牢山脈及無量山脈所組成的，其間與山脈平行的河川為金沙江．瀾滄江．怒江．元江．恩梅開江．盤江等，其中金沙江．瀾滄江．怒江是世界自然遺產三江並流。